# Europska vidra
Europska vidra, često i euroazijska vidra (Lutra lutra) je vrsta iz porodice kuna prilagođena životu u slatkoj vodi i smatra se najboljim plivačem od svih kopnenih zvijeri. Točnije ime bi mu bilo, zapravo, vidra starog svijeta. Ima gipko tijelo, vrlo je pokretna, neumorna i zaigrana. Nekada su vidre bile vrlo rasprostranjene posvuda u Europi, dok ih danas vrlo rijetko srećemo. Vidru srećemo većinom u slatkovodnim staništima i uz morsku obalu. Nalazimo ih razasute po raznim krajevima Europe, a prije svega u Velikoj Britaniji, Skandinaviji i na sjeveru Rusije, Sibiru, ali i na sjeveru Afrike. Ona živi ponajprije ondje gdje joj drveće i grmlje uz rijeke i kanale pruža dobru zaštitu. Onečišćenje voda, a u prošlosti lov sa psima tragačima te cestovni promet pridonijeli su smanjenju populacije vidre.

## Životni prostor
Europska je vidra iznimno plaha, suzdržljiva životinja koje živi samotnjački i pretežno je aktivna noću. Najviše lovi u bistrim, ne dubokim vodotocima koji moraju biti obrasli raslinjem, a poželjno je da uz vodotok postoje i poplavna područja. Najvažnije je da je voda bistra, i da obale pružaju dobre mogućnosti skrivanja. U potrazi za hranom prelazi velike udaljenosti i pritom se seli iz jednog u drugi riječni sustav. Tragove im najčešće nalazimo u blatu kraj potoka i rijeka. Na tim je mjestima posebno ranjiva i često ulijeće u zamke koje su zapravo bile postavljene za druge životinje. Razlog usamljeničkom načinu života vidre potreba je za velikim životnim prostorom. Ona ga redovito kontrolira i označuje svojim izmetom. Ženka s mladuncima posjeduje manji teritorij u sklopu velikog područja mužjaka.

## Vidra i čovjek
Vidru su nekada lovili zbog krzna, ali i zato što su je ribari smatrali konkurencijom. Usprkos tome populacija vidre godinama se nije smanjivala.
Međutim, krajem pedesetih godina došlo je do velikog smanjenja njihova broja zbog onečišćenja vode pesticidima. Ti su se otrovi nakupljali u slatkovodnim ribama kojima su se vidre hranile tako da je velik broj vidri zbog toga uginuo. Ozbiljnu prijetnju njezinoj populaciji predstavlja i cestovni promet. Mužjaci prilikom obilaska svog područja prolaze uhodanim starim stazama te prelaze prometnice na kojima često stradavaju.
Iako je vidra već odavno zaštićena zakonom, a uvedeni su i propisi koji zabranjuju upotrebu određenih pesticida, njezina se populacija još uvijek nije znatnije povećala.

## Prehrana i način lova
Vidra se prvenstveno hrani ribom. U lovu nije izbirljiva i u pravilu lovi plijen koji najlakše može uhvatiti. Ipak, najomiljenija hrana su joj jegulje. Osim toga hrani se i rakovima, vodenim kukcima, žabama i pticama, a neće odbaciti niti mlade kuniće. Vidre koje žive u blizini mora hrane se rakovima i raznim morskim ribama.
Vidra je pod vodom vrlo okretna. Građa njezina tijela upravo je nenadmašivo osposobljava za plivanje i ronjenje. U vodi može izdržati vrlo dugo, a za hvatanje plijena služi joj oštro, izvrsno i snažno zubalo. Vidra pliva u svim smjerovima tako da joj progonjena riba samo uz krajnji napor može pobjeći.
Ribe nakon duge potjere često natjera u travom obrastao tjesnac, napada ih odozdo i zatim zgrabi snažnim čeljustima i oštrim zubima.
Mladunci nauče plivati u dobi od 12 tjedana kad im naraste krzno otporno na vodu.

## Razmnožavanje
Vidre nemaju određeno vrijeme za parenje. U području jednog mužjaka živi nekoliko ženki pa kad su one spremne za parenje, mužjak ih naizmjence posjećuje tijekom nekoliko dana u njihovim nastambama.
Ženka u svojoj nastambi, koju je iskopala obično među korijenjem drveta koje raste u blizini rijeke, najčešće okoti 2-3 mladunca. Vidre katkad koriste i napuštene nastambe kunića i jazavaca ako nisu daleko od vode, a gotovo uvijek ima nekoliko nastambi koje koristi prema potrebi. Mužjaci spolno zreli postaju s 18 mjeseci, a ženke s 2 godine.
Prvih šest tjedana života mladunci su potpuno bespomoćni i žive samo od majčina mlijeka. Mužjaci ne sudjeluju u podizanju mladih.
Nakon osam do devet mjeseci mlade će se vidre prvi put odvojiti od majke na kratko vrijeme. Potpuno samostalne postaju s dvanaest mjeseci.

## Drugi projekti
|  | Zajednički poslužitelj ima još gradiva o temi Europska vidra |
|  | Wikivrste imaju podatke o taksonu Europskoj vidri            |